# Кэмпбелл, Сол
Салзи́р Джерема́йя Кэ́мпбелл (англ. Sulzeer Jeremiah Campbell; 18 сентября 1974, Лондон), более известный как Сол Кэмпбелл (англ. Sol Campbell) — английский футболист, выступавший на позиции центрального защитника, впоследствии — футбольный тренер.

## Биография

### Ранние годы
Кэмпбелл родился в восточном районе Лондона Ньюхэме в семье ямайских эмигрантов. Помимо Сола, у родителей было ещё 12 детей. Отец футболиста работал на железной дороге, а мать — на заводе автоконцерна Ford. Несмотря на скромный бюджет семьи и жизнь в бедном квартале, Кэмпбелл не был замешан в преступлениях благодаря строгости родительского воспитания. Сол рос тихим и вежливым. Но при этом отец не обращал внимания на сына, только воспитывая его, и будущий футболист был фактически изолирован от общества.
Мне казалось, что я отшельник. Я не мог расти и развиваться дома, всё было очень напряженным. Люди не понимают, как это действует на ребёнка. Мне не разрешалось говорить, и я «высказывался», играя в футболСол Кэмпбелл
Кэмпбелл получил начальное образование в Portway Primary School, а среднее в Lister Community School. Сол уже в то время был достаточно талантливым футболистом и некоторое время посещал престижную школу под шефством ФА. Там он познакомился со своим будущим агентом Скаем Эндрю. Затем Кэмпбелл был приглашён в школу «Вест Хэм Юнайтед». Сол тогда играл на позиции нападающего. Но вскоре он покинул академию команды из-за шутки её тренера, которую футболист посчитал расистской.

### Клубная карьера

#### «Тоттенхэм Хотспур»
Из-за проявления расизма в «Вест Хэме» Кэмпбелл не хотел присоединяться к другим академиям профессиональных клубов, но настойчивость скаута «Тоттенхэм Хотспур» Лена Чизрайта всё-таки убедила молодого игрока примкнуть к «шпорам». Тренер молодёжной команды Кейн Уолдол позже сказал, что Сол выделялся на фоне своих сверстников не хорошей техникой работы с мячом, а внушительными физическими данными. Так как Кэмпбелл обладал такими чертами характера, как неуступчивость и самоотверженность, Уолдол хотел сделать его капитаном команды, но футболист отказался, мотивируя это сосредоточенностью на собственной игре.
5 декабря 1992 года Кэмпбелл дебютировал за основную команду «Тоттенхэма» в матче против «Челси» и даже отметился забитым голом. Игра закончилась 2:1 в пользу «синих». Но Терри Венейблс не доверял футболисту место в составе, и эта встреча стала единственной для Сола в том сезоне. В сезоне 1993/94 командой руководил Освальдо Ардилес, который из-за травм крайних защитников использовал Кэмпбелла на их позициях. В чемпионате он сыграл 7 матчей. По его окончании игрок подписал с клубом контракт на 4 года.

#### «Арсенал»
В 2001 году перешёл в лондонский «Арсенал». Этот переход вызвал резко негативную реакцию болельщиков «Тоттенхэма», так как «Арсенал» является принципиальным соперником их команды. В 2006 году в финале Лиги чемпионов, в котором «Арсенал» уступил «Барселоне» со счётом 1:2, Сол забил единственный гол своей команды. Вскоре после этого на правах свободного агента перешёл в «Портсмут». В августе 2009 года перешёл в команду четвёртого по силе английского дивизиона «Ноттс Каунти». Провёл за «Ноттс Каунти» один матч, после чего по неизвестным причинам расторг контракт.
В октябре 2009 начал тренироваться с «Арсеналом», дабы поддерживать форму перед зимним трансферным окном. 12 января 2010 года Кэмпбелл сыграл за резервную команду «Арсенала» в матче против «Вест Хэма», он вышел на поле с первых минут и был заменён в перерыве. 16 января трансфер Кэмпбелла в «Арсенал» был подтверждён; контракт был подписан до конца сезона.
28 июля 2010 года перешёл на правах свободного агента в «Ньюкасл Юнайтед». Контракт подписан на 1 год. В ходе сезона Кэмпбелл провёл в составе команды 7 матчей. 25 мая тренер «Ньюкасла» Алан Пардью объявил, что по истечении срока контракта клуб больше не нуждается в услугах защитника, и в результате Кэмпбелл стал свободным агентом.

## Сборная
В национальную сборную Англии привлекался с 1996 года (первый матч в Лондоне 18 мая с Венгрией). Бронзовый призёр чемпионата Европы 1996 года в составе команды. После ЧМ-2006 перестал регулярно вызываться на сборы национальной команды. Однако осенью 2007 года Макларен был вынужден прибегнуть к его услугам после того, как из строя выбыл Джон Терри. Сол провёл за сборную 73 матча и забил 1 гол.

## Телевидение и СМИ
В 2000 году получил небольшое камео в фильме Гая Ричи «Большой куш».
В мае 2012 в программе BBC Panorama был продемонстрирован фильм, в котором говорилось о проблемах расизма и футбольного хулиганства на стадионах Украины и Польши, а Сол Кэмпбелл, будучи уже тогда бывшим игроком сборной, советовал англичанам избежать поездки в две восточноевропейские страны, поскольку они «могут вернуться в гробу». После проведения чемпионата болельщики этих стран потребовали от Сола извинений, но не дождались их.

## Тренерская карьера
В январе 2017 года Кэмпбелл по приглашению Денниса Лоуренса вошёл в тренерский штаб сборной Тринидада и Тобаго. 22 октября 2019 года Кэмпбелл возглавил клуб третьего английского дивизиона «Саутенд Юнайтед». 30 июня 2020 года Кэмпбелл был отправлен в отставку.

## Статистика
| Выступление       | Выступление      | Выступление      | Чемпионат | Чемпионат | Кубки | Кубки | Еврокубки | Еврокубки | Итого | Итого |
| Клуб              | Лига             | Сезон            | Игры      | Голы      | Игры  | Голы  | Игры      | Голы      | Игры  | Голы  |
| ----------------- | ---------------- | ---------------- | --------- | --------- | ----- | ----- | --------- | --------- | ----- | ----- |
| Тоттенхэм Хотспур | Премьер-лига     | 1992/93          | 1         | 1         | 0     | 0     | 0         | 0         | 1     | 1     |
| Тоттенхэм Хотспур | Премьер-лига     | 1993/94          | 34        | 0         | 6     | 1     | 0         | 0         | 40    | 1     |
| Тоттенхэм Хотспур | Премьер-лига     | 1994/95          | 30        | 0         | 6     | 0     | 0         | 0         | 36    | 0     |
| Тоттенхэм Хотспур | Премьер-лига     | 1995/96          | 31        | 1         | 4     | 0     | 0         | 0         | 35    | 1     |
| Тоттенхэм Хотспур | Премьер-лига     | 1996/97          | 38        | 0         | 2     | 0     | 0         | 0         | 40    | 0     |
| Тоттенхэм Хотспур | Премьер-лига     | 1997/98          | 34        | 0         | 4     | 1     | 0         | 0         | 38    | 1     |
| Тоттенхэм Хотспур | Премьер-лига     | 1998/99          | 37        | 6         | 13    | 1     | 0         | 0         | 50    | 7     |
| Тоттенхэм Хотспур | Премьер-лига     | 1999/00          | 29        | 0         | 4     | 0     | 2         | 0         | 35    | 0     |
| Тоттенхэм Хотспур | Премьер-лига     | 2000/01          | 21        | 2         | 5     | 0     | 0         | 0         | 26    | 2     |
| Тоттенхэм Хотспур | Итого            | Итого            | 255       | 10        | 44    | 3     | 2         | 0         | 301   | 13    |
| Арсенал (Лондон)  | Премьер-лига     | 2001/02          | 31        | 2         | 7     | 1     | 10        | 0         | 48    | 3     |
| Арсенал (Лондон)  | Премьер-лига     | 2002/03          | 33        | 2         | 6     | 1     | 10        | 0         | 49    | 3     |
| Арсенал (Лондон)  | Премьер-лига     | 2003/04          | 35        | 1         | 6     | 0     | 9         | 0         | 50    | 1     |
| Арсенал (Лондон)  | Премьер-лига     | 2004/05          | 16        | 1         | 1     | 0     | 4         | 0         | 21    | 1     |
| Арсенал (Лондон)  | Премьер-лига     | 2005/06          | 20        | 2         | 3     | 0     | 6         | 1         | 29    | 3     |
| Арсенал (Лондон)  | Итого            | Итого            | 135       | 8         | 23    | 2     | 39        | 1         | 197   | 11    |
| Портсмут          | Премьер-лига     | 2006/07          | 32        | 1         | 2     | 0     | 0         | 0         | 34    | 1     |
| Портсмут          | Премьер-лига     | 2007/08          | 31        | 1         | 6     | 0     | 0         | 0         | 37    | 1     |
| Портсмут          | Премьер-лига     | 2008/09          | 32        | 0         | 4     | 0     | 4         | 0         | 40    | 0     |
| Портсмут          | Итого            | Итого            | 95        | 2         | 12    | 0     | 4         | 0         | 111   | 2     |
| Ноттс Каунти      | Лига 2           | 2009/10          | 1         | 0         | 0     | 0     | 0         | 0         | 1     | 0     |
| Ноттс Каунти      | Итого            | Итого            | 1         | 0         | 0     | 0     | 0         | 0         | 1     | 0     |
| Арсенал (Лондон)  | Премьер-лига     | 2009/10          | 11        | 0         | 1     | 0     | 2         | 1         | 14    | 1     |
| Арсенал (Лондон)  | Итого            | Итого            | 11        | 0         | 1     | 0     | 2         | 1         | 14    | 1     |
| Ньюкасл Юнайтед   | Премьер-лига     | 2010/11          | 7         | 0         | 1     | 0     | 0         | 0         | 8     | 0     |
| Ньюкасл Юнайтед   | Итого            | Итого            | 7         | 0         | 1     | 0     | 0         | 0         | 8     | 0     |
| Всего за карьеру  | Всего за карьеру | Всего за карьеру | 504       | 20        | 81    | 5     | 47        | 2         | 632   | 27    |

## Достижения

### Командные
- Чемпион Англии: 2002, 2004
- Обладатель Кубка Англии: 2002, 2003, 2005, 2008
- Обладатель Суперкубка Англии: 2002
- Обладатель Кубка лиги: 1999
- Финалист Лиги чемпионов УЕФА:  2006
- Победитель юношеского чемпионата Европы (до 19 лет): 1993
- Бронзовый призёр чемпионата Европы: 1996
- Победитель Тулонского турнира: 1994

### Личные
- Команда года по версии ПФА: 1998/99, 2002/03, 2003/04
- Входит в состав символической сборной по итогам чемпионата мира: 2002 (по версии ФИФА)[25]
- Входит в состав символической сборной по итогам чемпионата Европы: 2004 (по версии УЕФА)[26]